# Diervilla splendens
Diervilla splendens là một loài thực vật có hoa trong họ Kim ngân. Loài này được Carrière mô tả khoa học đầu tiên năm 1853.